# Bitwa pod Hutą Szczeceńską
Bitwa pod Hutą Szczeceńską − bitwa powstania styczniowego stoczona 9 grudnia 1863 roku w okolicach wsi Szczecno. Walka toczyła się między oddziałem powstańczym dowodzonym przez majora Karola Kalitę pseudonim Rębajło, a oddziałami rosyjskimi. Starcie zakończyło się zwycięstwem powstańców.

## Przed bitwą
Po zwycięskiej bitwie pod Mierzwinem mjr Kalita ze swoim oddziałem przemieszczał się w kierunku północno-wschodnim kierując się do lasów Cisowskich, obchodząc z prawej strony Chmielnik. We wsi Ujny spotkał oddziałek majora Bogdana pod dowództwem porucznika Huperta. Żołnierze tego oddziałku zakopali broń i rozłożyli się w tej wsi na zimowe leże, udając parobków. Kalita nakłonił ich do przyłączenia się do niego. W ten sposób oddział Rębajły powiększył się o 30 strzelców i 10 kosynierów. Liczył w tym momencie według relacji Kality 150 strzelców, 10 kosynierów i 22 kawalerzystów. (według Zielińskiego oddział ten liczył 250 ludzi) Po przejściu paru wiorst oddział zatrzymał się na odpoczynek i posiłek w Hucie Szczeceńskiej. Była to osada węglarzy składająca się z 10 chałup stojących rzędem, wybudowanych na dużej polanie w lesie. Odległość chałup od ścian lasu to 100-150 kroków. Po godzinie wypoczynku pikiety strzałem zaalarmowały Kalitę, że zbliża się tutaj generał Józef Hauke-Bosak w silnej eskorcie kawalerii. Jak się później okazało strzał ten naprowadził też na Kalitę oddział rosyjski, który tropił powstańców. Generał Bosak ze dwie godziny wypoczywał w tym miejscu, po czym około godziny 14 ze swoim oddziałem ruszył w dalszą drogę w kierunku Cisowa. 

## Bitwa
Niedługo po tym jak Bossak opuścił oddział mjra Kality, pikiety od strony Ujn kilkoma strzałami dały znak, że zbliżają się Moskale. Kalita postanowił przyjąć bitwę. Żołnierzy kapitanów Jagielskiego i Bandrowskiego umieścił po 10 w chałupach z rozkazem strzelania z okien i spoza węgłów. Na lewą flankę swoich wojsk wysłał pluton 30 strzelców porucznika Huperta, do obsadzenia leśnej dróżki biegnącej w stronę wsi Smyków. Natomiast, sam  Kalita z 20 strzelcami i 10 kosynierami zajął pozycję z tyłu, na skraju lasu jako odwód. Porucznik Czarnecki ze swoją kawalerią stanął za odwodem w lesie. W czasie bitwy kawaleria ta podobnie jak w bitwie pod Mierzwinem uciekła z placu boju, głosząc po drodze, że oddział Kality poniósł klęskę. Mieszkańcy Huty Szczecenskiej schowali się z dobytkiem w lesie.
Po upływie pół godziny na drodze z Ujn pojawiła się szpica kozacka, która została przywitana ogniem. Dwóch kozaków zsunęło się z koni, a reszta uciekła. Po chwili pojawiła się piechota moskiewska, która rozsypała się na skraju lasu, kryjąc się za drzewami. Rozpoczęła się obustronna strzelanina, która trwała około godziny. Mimo zadawanych strat walka ta nie przynosiła rozstrzygnięcia bitwy. Kalita postanowił więc pokonać nieprzyjaciela przy pomocy fortelu. Rozkazał kapitanom broniącym się w chałupach, aby za kwadrans szybko opuścili zajmowaną pozycję i wycofali się na skraj lasu pozorując odwrót. W tym czasie Kalita z odwodem z lewej strony szerokim łukiem, idąc lasem, okrążał Rosjan z zamiarem wyjścia na ich tyły. Po drodze chciał też wziąć ze sobą dopiero co zwerbowany pluton porucznika Huperta z jego 30 strzelcami. Okazało się jednak, że Hupert ze swoimi ludźmi uciekł z placu bitwy. Mimo tego Kalita nie zrezygnował ze swojego planu i zajął pozycję z tyłu Rosjan, oddaloną o jakieś 200 kroków. Ustawił kosynierów w centrum, a strzelców rozsypanych po bokach. Po chwili usłyszał moskiewski okrzyki hurra! świadczące o tym, że Rosjanie ruszyli za wycofującymi się powstańcami. Rosjanie dotarli do linii chałup i zostali przywitani ogniem z nowej pozycji powstańców, znajdującej się na skraju lasu. Odwód Kality ruszył za Rosjanami obsadzając skraj lasu i rozpoczął ostrzał rosyjskich tyłów. Jednocześnie z całego gardła Kalita krzyczał: Batalion kosynierów do ataku na broń! 10 kosynierów znajdujących się przy Kalicie zaczęło uderzać kosą o kosę robiąc dużo hałasu i pozorując, że na tyłach Rosjan znajduje się znacznie większy oddział niż był w rzeczywistości. Ten niespodziewany atak od tyłu zmieszał żołnierzy rosyjskich. Wykorzystali to kapitanowie Jagielski i Bandrowski, którzy na czele swoich strzelców ruszyli do ataku na bagnety. Doprowadziło to do ucieczki wojsk moskiewskich. Dochodziło jednak też do walk wręcz z uciekającymi.  Pogoń za Rosjanami nie mogła być jednak kontynuowana ponieważ było już po godzinie 16 i zapadał już zmrok. 
Walka zakończyła się zwycięstwem Polaków walczących z przeważającymi siłami moskiewskimi. Siły moskiewskie sam mjr Karol Kalita oceniał na 500 żołnierzy (według Zielińskiego Rosjan było 650 piechoty i 50 kozaków).  Straty rosyjskie Kalita określił na 48 zabitych i rannych. Zdobył w bitwie 48 karabinów rosyjskich (według Zielińskiego Rosjanie mieli 20 zabitych i 11 rannych w tym 2 oficerów). Polacy według Kality w bitwie tej mieli tylko jednego kontuzjowanego, Zieliński natomiast określa straty Polaków jako 7 zabitych, 2 ciężko i 7 lekko rannych.

## Po bitwie
Zabitych żołnierzy rosyjskich Kalita rozkazał zakopać w jednym dużym dole. Natomiast, rannych jeńców rosyjskich  polecił tutejszym mieszkańcom załadować na wozy i odwieźć do Kielc. Około godziny 18 oddział wyruszył do Cisowa. Na miejscu spotkał się z generałem Bosakiem i zameldował mu o zwycięstwie, czym pozytywnie zaskoczył generała, bo z opowiadań zbiegłej kawalerii dowiedział się o porażce. Następnego dnia generał dokonał przeglądu wojsk i podziękował żołnierzom za odniesione zwycięstwa. Ten nieduży liczebnie oddział został przemianowany na 3. Pułk Stopnicki. W podziękowaniu za zasługi Karol Kalita został awansowany do stopnia podpułkownika. Kapitan Stanisław Jagielski otrzymał awans na majora. Porucznik Czarnecki, który dowodził zbiegłą kawalerią został przed frontem zdegradowany, upokorzony i wygnany z oddziału, co było dla niego karą dość łagodną, bo mogło to skończyć się rozstrzelaniem. Kalita nie chciał mieć już pod swoją komendą kawalerii, więc resztę jazdy odesłano i włączono do oddziału rotmistrza Wacława Nowackiego-Kopczyńskiego używającego pseudonimu Junosza.  Następnie Kalita połączył się ze swoim poprzednim oddziałem, który na niego oczekiwał w lasach Cisowskich. Przez kolejne 2 miesiące pułk ukrywając się po lasach rozrósł się do ok. 800 żołnierzy. 17 stycznia 1864 stoczył zwycięską bitwę pod Iłżą. 

## Znaczenie bitwy
Ze strategicznego punktu widzenia zwycięstwo w bitwie pod Hutą Szczeceńską nie mogło już w żadnym stopniu zatrzymać zbliżającego się upadku powstania. Pozytywnym skutkiem odniesionego tutaj i pod Mierzwinem zwycięstwa był wzrost popularności ppłka Karola Kality Rębajły. Wpływało to na to, że chętniej do jego oddziału zgłaszali się nowi ochotnicy. Zapewniało to też przychylność dla jego oddziału ze strony ludności cywilnej, o czym sam wspomina w swoich pamiętnikach. Ta przychylność ułatwiała zaopatrywanie się w żywność i ciepłe ubrania w tym ciężkim zimowym okresie przełomu z lat 1863 na 1864.  
W dniu 22 listopada 2018 r. między miejscowościami Szczecno, Ujny, Trzemosna i Szklana Huta, w miejscu o nazwie Murawin, odsłonięto obelisk upamiętniający bitwę. 

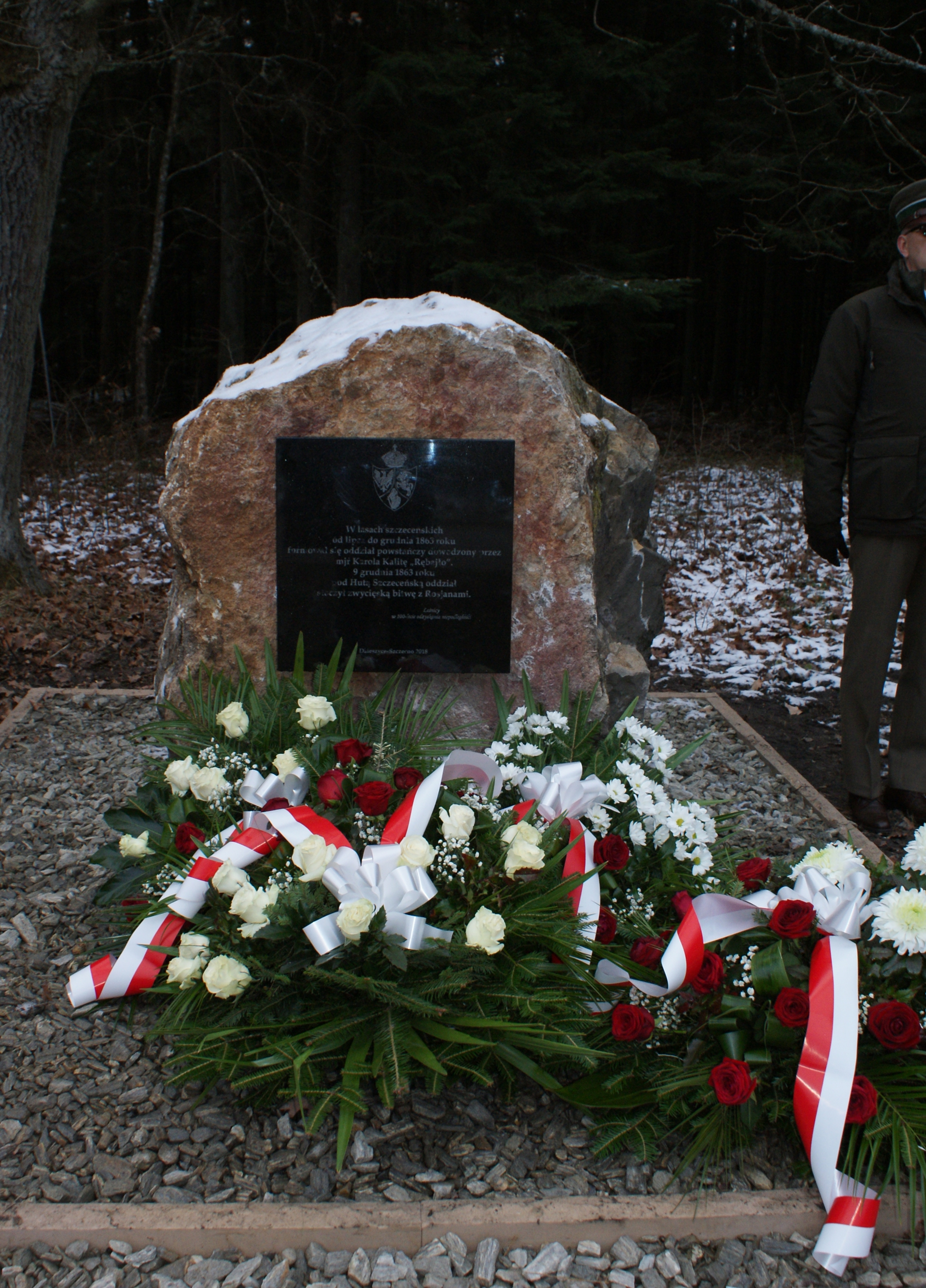
Obelisk upamiętniający bitwę pod Hutą Szczeceńską 9.12.1863 r.